# Pheleuscelus innotatus
Pheleuscelus innotatus es una especie de coleóptero de la familia Attelabidae.

## Distribución geográfica
Habita en Brasil y Argentina.